# Danh sách cầu thủ tham dự Giải vô địch bóng đá nữ châu Âu 2013
Dưới đây là danh sách cầu thủ của các đội tuyển quốc gia tham dự Giải vô địch bóng đá nữ châu Âu 2013, tại Thụy Điển từ 10 tới 28 tháng 7 năm 2013. Mười hai đội tuyển được phép đăng ký 23 tuyển thủ.
Danh sách các đội được công bố vào ngày 3 tháng 7 năm 2013, trong đó Nga là đội tuyển duy nhất không có cầu thủ thi đấu ở nước ngoài, còn Iceland có nhiều cầu thủ thi đấu ở nước ngoài nhất (13).
Số trận khoác áo, số bàn thắng, câu lạc bộ và tuổi tính đến 10 tháng 7 năm 2013.

## Bảng A

### Đan Mạch
Đội hình được công bố ngày 21 tháng 6 năm 2013.
Huấn luyện viên: Kenneth Heiner-Møller

| Số | VT | Cầu thủ                 | Ngày sinh (tuổi)            | Trận | Bàn | Câu lạc bộ        |
| -- | -- | ----------------------- | --------------------------- | ---- | --- | ----------------- |
| 1  | TM | Stina Lykke Petersen    | 9 tháng 2, 1986 (27 tuổi)   | 20   | 0   | Brøndby IF        |
| 2  | HV | Line Røddik Hansen      | 31 tháng 1, 1988 (25 tuổi)  | 82   | 10  | Tyresö FF         |
| 3  | TV | Katrine Pedersen (c)    | 13 tháng 8, 1977 (35 tuổi)  | 205  | 9   | Stabæk            |
| 4  | HV | Christina Ørntoft       | 2 tháng 7, 1985 (28 tuổi)   | 59   | 1   | Brøndby IF        |
| 5  | HV | Janni Arnth Jensen      | 15 tháng 10, 1986 (26 tuổi) | 36   | 1   | Fortuna Hjørring  |
| 6  | TV | Mariann Gajhede Knudsen | 16 tháng 11, 1984 (28 tuổi) | 88   | 2   | Linköpings FC     |
| 7  | TĐ | Emma Madsen             | 18 tháng 11, 1988 (24 tuổi) | 2    | 0   | Brøndby IF        |
| 8  | TV | Julie Rydahl Bukh       | 9 tháng 1, 1982 (31 tuổi)   | 86   | 10  | Brøndby IF        |
| 9  | TV | Nanna Christiansen      | 17 tháng 6, 1989 (24 tuổi)  | 48   | 4   | Brøndby IF        |
| 10 | TĐ | Pernille Harder         | 15 tháng 1, 1992 (21 tuổi)  | 43   | 21  | Linköpings FC     |
| 11 | TV | Katrine Veje            | 19 tháng 6, 1991 (22 tuổi)  | 49   | 5   | LdB FC Malmö      |
| 12 | TV | Line Jensen             | 23 tháng 8, 1991 (21 tuổi)  | 21   | 1   | Fortuna Hjørring  |
| 13 | TV | Johanna Rasmussen       | 2 tháng 7, 1983 (30 tuổi)   | 105  | 29  | Kristianstads DFF |
| 14 | HV | Malene Olsen            | 2 tháng 2, 1982 (31 tuổi)   | 13   | 0   | Brøndby IF        |
| 15 | TV | Sofie Junge Pedersen    | 24 tháng 4, 1992 (21 tuổi)  | 15   | 2   | Fortuna Hjørring  |
| 16 | TM | Cecilie Sørensen        | 25 tháng 3, 1987 (26 tuổi)  | 2    | 0   | B93/HIK/Skjold    |
| 17 | TĐ | Nadia Nadim             | 2 tháng 1, 1988 (25 tuổi)   | 36   | 5   | Fortuna Hjørring  |
| 18 | HV | Theresa Nielsen         | 20 tháng 7, 1986 (26 tuổi)  | 57   | 3   | Brøndby IF        |
| 19 | HV | Mia Brogaard            | 15 tháng 10, 1981 (31 tuổi) | 68   | 3   | Brøndby IF        |
| 20 | TV | Sine Hovesen            | 19 tháng 8, 1987 (25 tuổi)  | 12   | 1   | Fortuna Hjørring  |
| 21 | HV | Cecilie Sandvej         | 13 tháng 6, 1990 (23 tuổi)  | 6    | 0   | Brøndby IF        |
| 22 | TM | Katrine Abel            | 28 tháng 6, 1990 (23 tuổi)  | 0    | 0   | Taastrup FC       |
| 23 | TV | Karoline Smidt Nielsen  | 12 tháng 5, 1994 (19 tuổi)  | 4    | 0   | Fortuna Hjørring  |

### Phần Lan
Danh sách sơ bộ được công bố ngày 3 tháng 6 năm 2013, còn đội hình chính thức được công bố ngày 28 tháng 6 năm 2013.
Huấn luyện viên:  Andrée Jeglertz

| Số | VT | Cầu thủ                  | Ngày sinh (tuổi)  | Trận | Bàn | Câu lạc bộ       |
| -- | -- | ------------------------ | ----------------- | ---- | --- | ---------------- |
| 1  | TM | Minna Meriluoto          | 4 tháng 10, 1985  | 44   | 0   | Jitex BK         |
| 2  | HV | Nea-Stina Liljedahl      | 16 tháng 1, 1993  | 0    | 0   | FC Honka         |
| 3  | HV | Tuija Hyyrynen           | 10 tháng 3, 1988  | 53   | 0   | Umeå IK          |
| 4  | HV | Susanna Lehtinen         | 5 tháng 8, 1983   | 68   | 3   | KIF Örebro DFF   |
| 5  | TV | Tiina Saario             | 15 tháng 1, 1982  | 20   | 0   | Åland United     |
| 6  | HV | Laura Kivistö            | 26 tháng 6, 1981  | 9    | 0   | PK-35 Vantaa     |
| 7  | TV | Annika Kukkonen          | 12 tháng 4, 1990  | 38   | 1   | Sunnanå SK       |
| 8  | HV | Katri Nokso-Koivisto     | 22 tháng 11, 1982 | 76   | 1   | Lillestrøm SK    |
| 9  | TĐ | Marianna Tolvanen        | 27 tháng 12, 1992 | 30   | 4   | FC Honka         |
| 10 | TV | Emmi Alanen              | 30 tháng 4, 1991  | 26   | 6   | Kokkola Futis 10 |
| 11 | TV | Nora Heroum              | 20 tháng 7, 1994  | 12   | 0   | FC Honka         |
| 12 | TM | Siiri Välimaa            | 10 tháng 4, 1990  | 0    | 0   | NiceFutis        |
| 13 | TV | Heidi Kivelä             | 6 tháng 11, 1988  | 3    | 0   | PK-35 Vantaa     |
| 14 | TĐ | Sanna Talonen            | 15 tháng 6, 1984  | 87   | 24  | KIF Örebro DFF   |
| 15 | TĐ | Leena Puranen            | 16 tháng 10, 1986 | 55   | 6   | Jitex BK         |
| 16 | HV | Anna Westerlund          | 9 tháng 4, 1989   | 56   | 0   | Piteå IF         |
| 17 | TĐ | Jaana Lyytikäinen        | 22 tháng 10, 1982 | 32   | 2   | Åland United     |
| 18 | TV | Natalia Kuikka           | 1 tháng 12, 1995  | 2    | 0   | Merilappi United |
| 19 | TĐ | Henni Malinen            | 17 tháng 11, 1988 | 0    | 0   | FC Honka         |
| 20 | TĐ | Annica Sjölund           | 31 tháng 3, 1985  | 62   | 14  | Jitex BK         |
| 21 | TĐ | Ella Vanhanen            | 15 tháng 9, 1993  | 2    | 0   | Pallokissat      |
| 22 | HV | Pirjo Leppikangas        | 12 tháng 9, 1987  | 2    | 0   | PK-35 Vantaa     |
| 23 | TM | Tinja-Riikka Korpela (c) | 5 tháng 5, 1986   | 45   | 0   | Lillestrøm SK    |

### Thụy Điển
Đội hình được công bố ngày 25 tháng 6 năm 2013.
Huấn luyện viên: Pia Sundhage

| Số | VT | Cầu thủ             | Ngày sinh (tuổi)            | Trận | Bàn | Câu lạc bộ              |
| -- | -- | ------------------- | --------------------------- | ---- | --- | ----------------------- |
| 1  | TM | Kristin Hammarström | 29 tháng 3, 1982 (31 tuổi)  | 22   | 0   | Kopparbergs/Göteborg FC |
| 2  | HV | Charlotte Rohlin    | 20 tháng 12, 1980 (32 tuổi) | 61   | 6   | Linköpings FC           |
| 3  | HV | Stina Segerström    | 17 tháng 6, 1982 (31 tuổi)  | 57   | 3   | Kopparbergs/Göteborg FC |
| 4  | HV | Amanda Ilestedt     | 17 tháng 1, 1993 (20 tuổi)  | 1    | 0   | LdB FC Malmö            |
| 5  | HV | Nilla Fischer       | 20 tháng 8, 1984 (28 tuổi)  | 102  | 15  | Linköpings FC           |
| 6  | HV | Sara Thunebro       | 26 tháng 4, 1979 (34 tuổi)  | 107  | 5   | Tyresö FF               |
| 7  | TV | Lisa Dahlkvist      | 6 tháng 2, 1987 (26 tuổi)   | 70   | 9   | Tyresö FF               |
| 8  | TĐ | Lotta Schelin (c)   | 27 tháng 2, 1984 (29 tuổi)  | 121  | 54  | Olympique Lyonnais      |
| 9  | TĐ | Kosovare Asllani    | 29 tháng 7, 1989 (23 tuổi)  | 50   | 11  | Paris Saint-Germain     |
| 10 | TĐ | Sofia Jakobsson     | 23 tháng 4, 1990 (23 tuổi)  | 31   | 5   | Chelsea                 |
| 11 | TĐ | Antonia Göransson   | 16 tháng 9, 1990 (22 tuổi)  | 36   | 7   | Turbine Potsdam         |
| 12 | TM | Hedvig Lindahl      | 29 tháng 4, 1983 (30 tuổi)  | 91   | 0   | Kristianstads DFF       |
| 13 | TV | Emmelie Konradsson  | 9 tháng 4, 1989 (24 tuổi)   | 7    | 0   | Umeå IK                 |
| 14 | TĐ | Josefine Öqvist     | 23 tháng 7, 1983 (29 tuổi)  | 73   | 18  | Kristianstads DFF       |
| 15 | TV | Therese Sjögran     | 8 tháng 4, 1977 (36 tuổi)   | 183  | 19  | LdB FC Malmö            |
| 16 | HV | Lina Nilsson        | 17 tháng 6, 1987 (26 tuổi)  | 44   | 0   | LdB FC Malmö            |
| 17 | TV | Caroline Seger      | 19 tháng 3, 1985 (28 tuổi)  | 107  | 14  | Tyresö FF               |
| 18 | HV | Jessica Samuelsson  | 30 tháng 1, 1992 (21 tuổi)  | 7    | 0   | Linköpings FC           |
| 19 | HV | Elin Magnusson      | 20 tháng 6, 1982 (31 tuổi)  | 1    | 0   | KIF Örebro DFF          |
| 20 | TV | Marie Hammarström   | 29 tháng 3, 1982 (31 tuổi)  | 35   | 4   | Kopparbergs/Göteborg FC |
| 21 | TM | Sofia Lundgren      | 20 tháng 9, 1982 (30 tuổi)  | 30   | 0   | Linköpings FC           |
| 22 | TV | Olivia Schough      | 11 tháng 3, 1991 (22 tuổi)  | 5    | 0   | Kopparbergs/Göteborg FC |
| 23 | TĐ | Jenny Hjohlman      | 13 tháng 2, 1990 (23 tuổi)  | 1    | 0   | Umeå IK                 |

### Ý
Đội hình được công bố ngày 1 tháng 7 năm 2013. Elisabetta Tona bị chấn thương và được thay bằng Federica Di Criscio ngày 9 tháng 7 năm 2013.
Huấn luyện viên: Antonio Cabrini

| Số | VT | Cầu thủ              | Ngày sinh (tuổi)            | Trận | Bàn | Câu lạc bộ                     |
| -- | -- | -------------------- | --------------------------- | ---- | --- | ------------------------------ |
| 1  | TM | Sara Penzo           | 16 tháng 12, 1989 (23 tuổi) | 7    | 0   | ACF Brescia                    |
| 2  | HV | Sara Gama            | 27 tháng 3, 1989 (24 tuổi)  | 68   | 5   | ACF Brescia                    |
| 3  | HV | Roberta D'Adda       | 5 tháng 10, 1981 (31 tuổi)  | 71   | 1   | ACF Brescia                    |
| 4  | TV | Alessia Tuttino      | 15 tháng 3, 1983 (30 tuổi)  | 117  | 8   | UPC Tavagnacco                 |
| 5  | HV | Federica Di Criscio  | 12 tháng 5, 1993 (20 tuổi)  |      |     | Bardolino Verona               |
| 6  | HV | Laura Neboli         | 14 tháng 3, 1988 (25 tuổi)  | 26   | 0   | FCR 2001 Duisburg              |
| 7  | TV | Giulia Domenichetti  | 29 tháng 4, 1984 (29 tuổi)  | 81   | 6   | A.C.F. Torres Calcio Femminile |
| 8  | TĐ | Melania Gabbiadini   | 28 tháng 8, 1983 (29 tuổi)  | 86   | 30  | Bardolino Verona               |
| 9  | TĐ | Patrizia Panico (c)  | 8 tháng 2, 1975 (38 tuổi)   | 184  | 98  | A.C.F. Torres Calcio Femminile |
| 10 | TĐ | Cristiana Girelli    | 23 tháng 4, 1990 (23 tuổi)  | 5    | 0   | Bardolino Verona               |
| 11 | TV | Alice Parisi         | 11 tháng 12, 1990 (22 tuổi) | 48   | 8   | UPC Tavagnacco                 |
| 12 | TM | Chiara Marchitelli   | 4 tháng 5, 1985 (28 tuổi)   | 40   | 0   | UPC Tavagnacco                 |
| 13 | TV | Elisa Camporese      | 16 tháng 3, 1984 (29 tuổi)  | 84   | 23  | UPC Tavagnacco                 |
| 14 | TĐ | Sandy Iannella       | 6 tháng 4, 1987 (26 tuổi)   | 22   | 1   | A.C.F. Torres Calcio Femminile |
| 15 | TĐ | Ilaria Mauro         | 22 tháng 5, 1988 (25 tuổi)  | 8    | 0   | UPC Tavagnacco                 |
| 16 | HV | Elisa Bartoli        | 7 tháng 5, 1991 (22 tuổi)   | 0    | 0   | A.C.F. Torres Calcio Femminile |
| 17 | TV | Martina Rosucci      | 9 tháng 5, 1992 (21 tuổi)   | 0    | 0   | ACF Brescia                    |
| 18 | TV | Daniela Stracchi     | 2 tháng 9, 1983 (29 tuổi)   | 6    | 0   | A.C.F. Torres Calcio Femminile |
| 19 | TĐ | Paola Brumana        | 26 tháng 11, 1982 (30 tuổi) | 6    | 0   | UPC Tavagnacco                 |
| 20 | HV | Raffaella Manieri    | 21 tháng 11, 1986 (26 tuổi) | 31   | 3   | A.C.F. Torres Calcio Femminile |
| 21 | HV | Giorgia Motta        | 18 tháng 3, 1984 (29 tuổi)  | 26   | 0   | A.C.F. Torres Calcio Femminile |
| 22 | TM | Katja Schroffenegger | 28 tháng 4, 1991 (22 tuổi)  | 4    | 0   | FF USV Jena                    |
| 23 | HV | Cecilia Salvai       | 2 tháng 12, 1993 (19 tuổi)  | 1    | 0   | FC Rapid Lugano                |

## Bảng B

### Đức
Đội hình được công bố ngày 20 tháng 6 năm 2013. Babett Peter, Verena Faißt, Viola Odebrecht, Kim Kulig, Alexandra Popp và Linda Bresonik rút lui khỏi đội hình sơ bộ vì chấn thương hoặc sức khỏe.
Huấn luyện viên: Silvia Neid

| Số | VT | Cầu thủ                | Ngày sinh (tuổi)            | Trận | Bàn | Câu lạc bộ             |
| -- | -- | ---------------------- | --------------------------- | ---- | --- | ---------------------- |
| 1  | TM | Nadine Angerer (c)     | 10 tháng 11, 1978 (34 tuổi) | 118  | 0   | 1. FFC Frankfurt       |
| 2  | HV | Bianca Schmidt         | 23 tháng 1, 1990 (23 tuổi)  | 33   | 2   | 1. FFC Frankfurt       |
| 3  | HV | Saskia Bartusiak       | 9 tháng 9, 1982 (30 tuổi)   | 68   | 0   | 1. FFC Frankfurt       |
| 4  | HV | Leonie Maier           | 29 tháng 9, 1992 (20 tuổi)  | 9    | 2   | SC 07 Bad Neuenahr     |
| 5  | HV | Annike Krahn           | 1 tháng 7, 1985 (28 tuổi)   | 88   | 4   | Paris Saint-Germain    |
| 6  | TV | Simone Laudehr         | 12 tháng 7, 1986 (26 tuổi)  | 59   | 14  | 1. FFC Frankfurt       |
| 7  | TV | Melanie Behringer      | 18 tháng 11, 1985 (27 tuổi) | 88   | 24  | 1. FFC Frankfurt       |
| 8  | TV | Nadine Keßler          | 4 tháng 4, 1988 (25 tuổi)   | 12   | 4   | VfL Wolfsburg          |
| 9  | TĐ | Lena Lotzen            | 11 tháng 9, 1993 (19 tuổi)  | 10   | 0   | FC Bayern Munich       |
| 10 | TĐ | Dzsenifer Marozsán     | 18 tháng 4, 1992 (21 tuổi)  | 18   | 6   | 1. FFC Frankfurt       |
| 11 | TĐ | Anja Mittag            | 18 tháng 4, 1985 (28 tuổi)  | 91   | 16  | LdB FC Malmö           |
| 12 | TM | Almuth Schult          | 4 tháng 6, 1987 (26 tuổi)   | 11   | 0   | SC 07 Bad Neuenahr     |
| 13 | TĐ | Célia Okoyino da Mbabi | 27 tháng 6, 1988 (25 tuổi)  | 79   | 41  | SC 07 Bad Neuenahr     |
| 14 | TV | Isabelle Linden        | 15 tháng 1, 1991 (22 tuổi)  | 1    | 0   | Bayer Leverkusen       |
| 15 | HV | Jennifer Cramer        | 24 tháng 2, 1993 (20 tuổi)  | 5    | 0   | 1. FFC Turbine Potsdam |
| 16 | TV | Melanie Leupolz        | 14 tháng 4, 1994 (19 tuổi)  | 2    | 0   | SC Freiburg            |
| 17 | HV | Josephine Henning      | 8 tháng 9, 1989 (23 tuổi)   | 14   | 0   | VfL Wolfsburg          |
| 18 | TV | Svenja Huth            | 25 tháng 1, 1991 (22 tuổi)  | 15   | 0   | 1. FFC Frankfurt       |
| 19 | TV | Fatmire Bajramaj       | 1 tháng 4, 1988 (25 tuổi)   | 62   | 13  | 1. FFC Frankfurt       |
| 20 | TV | Lena Goeßling          | 8 tháng 3, 1986 (27 tuổi)   | 50   | 4   | VfL Wolfsburg          |
| 21 | TM | Laura Benkarth         | 14 tháng 10, 1992 (20 tuổi) | 0    | 0   | SC Freiburg            |
| 22 | HV | Luisa Wensing          | 8 tháng 2, 1993 (20 tuổi)   | 13   | 0   | VfL Wolfsburg          |
| 23 | TV | Sara Däbritz           | 15 tháng 2, 1995 (18 tuổi)  | 1    | 0   | SC Freiburg            |

### Hà Lan
Đội hình được công bố ngày 30 tháng 6 năm 2013. Một ngày sau Mandy van den Berg gặp chấn thương và được thay bằng Merel van Dongen. Marlous Pieëte sau đó cũng phải nói lời tạm biệt Euro và được thay bằng Maayke Heuver.
Huấn luyện viên: Roger Reijners

| Số | VT | Cầu thủ                      | Ngày sinh (tuổi)            | Trận | Bàn | Câu lạc bộ           |
| -- | -- | ---------------------------- | --------------------------- | ---- | --- | -------------------- |
| 1  | TM | Loes Geurts                  | 12 tháng 1, 1986 (27 tuổi)  | 84   | 0   | Vittsjö GIK          |
| 2  | HV | Dyanne Bito                  | 10 tháng 8, 1981 (31 tuổi)  | 136  | 6   | Telstar              |
| 3  | HV | Daphne Koster (c)            | 13 tháng 3, 1981 (32 tuổi)  | 133  | 6   | AFC Ajax             |
| 4  | HV | Merel van Dongen             | 11 tháng 2, 1993 (20 tuổi)  | 1    | 0   | Alabama Crimson Tide |
| 5  | HV | Claudia van den Heiligenberg | 25 tháng 3, 1985 (28 tuổi)  | 83   | 7   | Telstar              |
| 6  | TV | Anouk Hoogendijk             | 6 tháng 5, 1985 (28 tuổi)   | 91   | 8   | AFC Ajax             |
| 7  | TV | Kirsten van de Ven           | 11 tháng 5, 1985 (28 tuổi)  | 69   | 15  | Tyresö FF            |
| 8  | TV | Sherida Spitse               | 29 tháng 5, 1990 (23 tuổi)  | 79   | 12  | FC Twente            |
| 9  | TĐ | Manon Melis                  | 31 tháng 8, 1986 (26 tuổi)  | 98   | 45  | LdB FC Malmö         |
| 10 | TV | Daniëlle van de Donk         | 5 tháng 8, 1991 (21 tuổi)   | 18   | 1   | FCE/PSV              |
| 11 | TĐ | Lieke Martens                | 16 tháng 12, 1992 (20 tuổi) | 22   | 7   | FCR 2001 Duisburg    |
| 12 | TV | Maayke Heuver                | 26 tháng 7, 1990 (22 tuổi)  | 12   | 1   | FC Twente            |
| 13 | TĐ | Sylvia Smit                  | 4 tháng 7, 1986 (27 tuổi)   | 106  | 30  | PEC Zwolle           |
| 14 | TV | Renée Slegers                | 5 tháng 2, 1989 (24 tuổi)   | 32   | 5   | Linköpings FC        |
| 15 | HV | Leonne Stentler              | 23 tháng 4, 1986 (27 tuổi)  | 17   | 0   | AFC Ajax             |
| 16 | TM | Sari van Veenendaal          | 3 tháng 4, 1990 (23 tuổi)   | 6    | 0   | FC Twente            |
| 17 | HV | Siri Worm                    | 20 tháng 4, 1992 (21 tuổi)  | 5    | 0   | FC Twente            |
| 18 | TV | Anouk Dekker                 | 15 tháng 11, 1986 (26 tuổi) | 18   | 2   | FC Twente            |
| 19 | TĐ | Mandy Versteegt              | 23 tháng 2, 1990 (23 tuổi)  | 3    | 0   | AFC Ajax             |
| 20 | TV | Desiree van Lunteren         | 30 tháng 12, 1992 (20 tuổi) | 6    | 1   | AFC Ajax             |
| 21 | TĐ | Chantal de Ridder            | 19 tháng 1, 1989 (24 tuổi)  | 47   | 11  | AFC Ajax             |
| 22 | HV | Mirte Roelvink               | 23 tháng 11, 1985 (27 tuổi) | 8    | 0   | FSV Gütersloh 2009   |
| 23 | TM | Angela Christ                | 6 tháng 3, 1989 (24 tuổi)   | 11   | 0   | FCE/PSV              |

### Iceland
Đội hình được công bố ngày 24 tháng 6 năm 2013. Vào ngày 4 tháng 7 Katrín Ásbjörnsdóttir được thay bằng Soffía Arnþrúður Gunnarsdóttir.
Huấn luyện viên: Siggi Eyjólfsson

| Số | VT | Cầu thủ                        | Ngày sinh (tuổi)            | Trận | Bàn | Câu lạc bộ        |
| -- | -- | ------------------------------ | --------------------------- | ---- | --- | ----------------- |
| 1  | TM | Þóra Björg Helgadóttir         | 5 tháng 5, 1981 (32 tuổi)   | 98   | 0   | LdB FC Malmö      |
| 2  | HV | Sif Atladóttir                 | 15 tháng 7, 1985 (27 tuổi)  | 47   | 0   | Kristianstads DFF |
| 3  | HV | Ólína Guðbjörg Viðarsdóttir    | 16 tháng 11, 1982 (30 tuổi) | 60   | 2   | Valur             |
| 4  | HV | Glódís Perla Viggósdóttir      | 27 tháng 6, 1995 (18 tuổi)  | 9    | 0   | Stjarnan          |
| 5  | HV | Hallbera Guðný Gísladóttir     | 14 tháng 9, 1986 (26 tuổi)  | 40   | 1   | Piteå IF          |
| 6  | TĐ | Hólmfríður Magnúsdóttir        | 20 tháng 9, 1984 (28 tuổi)  | 82   | 32  | Avaldsnes IL      |
| 7  | TV | Sara Björk Gunnarsdóttir       | 29 tháng 9, 1990 (22 tuổi)  | 60   | 14  | LdB FC Malmö      |
| 8  | HV | Katrín Jónsdóttir (c)          | 31 tháng 7, 1977 (35 tuổi)  | 128  | 21  | Umeå IK           |
| 9  | TĐ | Margrét Lára Viðarsdóttir      | 25 tháng 7, 1986 (26 tuổi)  | 88   | 69  | Kristianstads DFF |
| 10 | TV | Dóra María Lárusdóttir         | 24 tháng 7, 1985 (27 tuổi)  | 90   | 15  | Valur             |
| 11 | TV | Katrín Ómarsdóttir             | 27 tháng 6, 1987 (26 tuổi)  | 53   | 9   | Liverpool         |
| 12 | TM | Sandra Sigurðardóttir          | 2 tháng 10, 1986 (26 tuổi)  | 6    | 0   | Stjarnan          |
| 13 | TM | Guðbjörg Gunnarsdóttir         | 10 tháng 5, 1985 (28 tuổi)  | 23   | 0   | Avaldsnes IL      |
| 14 | TV | Dagný Brynjarsdóttir           | 10 tháng 8, 1991 (21 tuổi)  | 30   | 3   | Valur             |
| 15 | HV | Anna Björk Kristjánsdóttir     | 14 tháng 10, 1989 (23 tuổi) | 0    | 0   | Stjarnan          |
| 16 | TĐ | Harpa Þorsteinsdóttir          | 27 tháng 6, 1986 (27 tuổi)  | 29   | 1   | Stjarnan          |
| 17 | HV | Elísa Viðarsdóttir             | 26 tháng 5, 1991 (22 tuổi)  | 8    | 0   | ÍBV               |
| 18 | TV | Guðný Björk Óðinsdóttir        | 27 tháng 9, 1988 (24 tuổi)  | 33   | 0   | Kristianstads DFF |
| 19 | TĐ | Fanndís Friðriksdóttir         | 9 tháng 5, 1990 (23 tuổi)   | 38   | 2   | Kolbotn IL        |
| 20 | HV | Þórunn Helga Jónsdóttir        | 17 tháng 12, 1984 (28 tuổi) | 9    | 0   | Avaldsnes IL      |
| 21 | TV | Soffía Arnþrúður Gunnarsdóttir | 22 tháng 10, 1987 (25 tuổi) | 0    | 0   | Stjarnan          |
| 22 | TĐ | Rakel Hönnudóttir              | 30 tháng 12, 1988 (24 tuổi) | 50   | 3   | Breiðablik        |
| 23 | TĐ | Elín Metta Jensen              | 1 tháng 3, 1995 (18 tuổi)   | 4    | 0   | Valur             |

### Na Uy
Đội hình được công bố ngày 13 tháng 6 năm 2013.
Huấn luyện viên: Even Pellerud

| Số | VT | Cầu thủ                  | Ngày sinh (tuổi)            | Trận | Bàn | Câu lạc bộ      |
| -- | -- | ------------------------ | --------------------------- | ---- | --- | --------------- |
| 1  | TM | Ingrid Hjelmseth         | 10 tháng 4, 1980 (33 tuổi)  | 67   | 0   | Stabæk          |
| 2  | HV | Marita Skammelsrud Lund  | 29 tháng 1, 1989 (24 tuổi)  | 43   | 2   | LSK Kvinner FK  |
| 3  | HV | Marit Fiane Christensen  | 11 tháng 12, 1980 (32 tuổi) | 81   | 10  | Amazon Grimstad |
| 4  | TV | Ingvild Stensland (c)    | 3 tháng 8, 1981 (31 tuổi)   | 123  | 8   | Stabæk          |
| 5  | HV | Toril Hetland Akerhaugen | 5 tháng 3, 1982 (31 tuổi)   | 50   | 0   | Stabæk          |
| 6  | HV | Maren Mjelde             | 6 tháng 11, 1989 (23 tuổi)  | 55   | 5   | Turbine Potsdam |
| 7  | TV | Trine Bjerke Rønning     | 14 tháng 6, 1982 (31 tuổi)  | 132  | 20  | Stabæk          |
| 8  | TV | Solveig Gulbrandsen      | 12 tháng 1, 1981 (32 tuổi)  | 163  | 47  | Vålerenga       |
| 9  | TĐ | Elise Thorsnes           | 14 tháng 8, 1988 (24 tuổi)  | 60   | 11  | Stabæk          |
| 10 | TĐ | Caroline Graham Hansen   | 18 tháng 2, 1995 (18 tuổi)  | 16   | 4   | Stabæk          |
| 11 | TĐ | Leni Larsen Kaurin       | 21 tháng 3, 1981 (32 tuổi)  | 96   | 5   | Stabæk          |
| 12 | TM | Silje Vesterbekkmo       | 22 tháng 6, 1983 (30 tuổi)  | 3    | 0   | Røa IL          |
| 13 | TĐ | Melissa Bjånesøy         | 18 tháng 4, 1992 (21 tuổi)  | 7    | 1   | IL Sandviken    |
| 14 | TV | Gry Tofte Ims            | 2 tháng 3, 1986 (27 tuổi)   | 30   | 3   | Klepp           |
| 15 | HV | Nora Holstad Berge       | 26 tháng 3, 1987 (26 tuổi)  | 26   | 0   | Arna-Bjørnar    |
| 16 | HV | Kristine Wigdahl Hegland | 8 tháng 8, 1992 (20 tuổi)   | 20   | 1   | Arna-Bjørnar    |
| 17 | TĐ | Lene Mykjåland           | 20 tháng 2, 1987 (26 tuổi)  | 54   | 9   | LSK Kvinner FK  |
| 18 | TV | Ingrid Ryland            | 29 tháng 5, 1989 (24 tuổi)  | 18   | 0   | Arna-Bjørnar    |
| 19 | TV | Ingvild Isaksen          | 10 tháng 2, 1989 (24 tuổi)  | 29   | 0   | Kolbotn         |
| 20 | TĐ | Emilie Haavi             | 16 tháng 6, 1992 (21 tuổi)  | 21   | 5   | LSK Kvinner FK  |
| 21 | TĐ | Ada Hegerberg            | 10 tháng 7, 1995 (18 tuổi)  | 9    | 4   | Turbine Potsdam |
| 22 | TV | Cathrine Dekkerhus       | 17 tháng 9, 1992 (20 tuổi)  | 5    | 0   | Stabæk          |
| 23 | TM | Nora Neset Gjøen         | 20 tháng 2, 1992 (21 tuổi)  | 2    | 0   | Kolbotn         |

## Bảng C

### Anh
Đội hình được công bố ngày 17 tháng 6 năm 2013.
Huấn luyện viên: Hope Powell

| Số | VT | Cầu thủ             | Ngày sinh (tuổi)            | Trận | Bàn | Câu lạc bộ              |
| -- | -- | ------------------- | --------------------------- | ---- | --- | ----------------------- |
| 1  | TM | Karen Bardsley      | 27 tháng 10, 1984 (28 tuổi) | 29   | 0   | Lincoln Ladies          |
| 2  | HV | Alex Scott          | 14 tháng 10, 1984 (28 tuổi) | 98   | 12  | Arsenal                 |
| 3  | HV | Steph Houghton      | 23 tháng 4, 1988 (25 tuổi)  | 35   | 6   | Arsenal                 |
| 4  | TV | Jill Scott          | 2 tháng 2, 1987 (26 tuổi)   | 67   | 12  | Everton                 |
| 5  | HV | Sophie Bradley      | 21 tháng 10, 1989 (23 tuổi) | 23   | 0   | Lincoln Ladies          |
| 6  | HV | Casey Stoney (c)    | 13 tháng 5, 1982 (31 tuổi)  | 110  | 5   | Lincoln Ladies          |
| 7  | TĐ | Eniola Aluko        | 21 tháng 2, 1987 (26 tuổi)  | 70   | 14  | Chelsea                 |
| 8  | TV | Anita Asante        | 27 tháng 4, 1985 (28 tuổi)  | 64   | 1   | Kopparbergs/Göteborg FC |
| 9  | TĐ | Ellen White         | 9 tháng 5, 1989 (24 tuổi)   | 37   | 14  | Arsenal                 |
| 10 | TV | Fara Williams       | 25 tháng 1, 1984 (29 tuổi)  | 114  | 36  | Liverpool               |
| 11 | TV | Rachel Yankey       | 1 tháng 11, 1979 (33 tuổi)  | 127  | 19  | Arsenal                 |
| 12 | TV | Jessica Clarke      | 5 tháng 5, 1989 (24 tuổi)   | 39   | 10  | Lincoln Ladies          |
| 13 | TM | Rachel Brown        | 18 tháng 7, 1980 (32 tuổi)  | 81   | 0   | Everton                 |
| 14 | TV | Karen Carney        | 1 tháng 8, 1987 (25 tuổi)   | 82   | 13  | Birmingham City         |
| 15 | HV | Laura Bassett       | 2 tháng 8, 1983 (29 tuổi)   | 31   | 0   | Birmingham City         |
| 16 | TV | Jordan Nobbs        | 8 tháng 12, 1992 (20 tuổi)  | 6    | 1   | Arsenal                 |
| 17 | TĐ | Toni Duggan         | 25 tháng 7, 1991 (21 tuổi)  | 8    | 2   | Everton                 |
| 18 | HV | Dunia Susi          | 11 tháng 8, 1987 (25 tuổi)  | 21   | 0   | Chelsea                 |
| 19 | HV | Gemma Bonner        | 13 tháng 7, 1991 (21 tuổi)  | 0    | 0   | Liverpool               |
| 20 | TV | Jade Moore          | 22 tháng 10, 1990 (22 tuổi) | 5    | 1   | Birmingham City         |
| 21 | HV | Lucy Bronze         | 28 tháng 10, 1991 (21 tuổi) | 1    | 0   | Liverpool               |
| 22 | TĐ | Kelly Smith         | 29 tháng 10, 1978 (34 tuổi) | 113  | 46  | Arsenal                 |
| 23 | TM | Siobhan Chamberlain | 15 tháng 8, 1983 (29 tuổi)  | 25   | 0   | Bristol Academy         |

### Nga
Đội hình được công bố ngày 1 tháng 7 năm 2013.
Huấn luyện viên: Sergei Lavrentyev

| Số | VT | Cầu thủ                | Ngày sinh (tuổi)            | Trận | Bàn | Câu lạc bộ           |
| -- | -- | ---------------------- | --------------------------- | ---- | --- | -------------------- |
| 1  | TM | Elvira Todua           | 31 tháng 1, 1986 (27 tuổi)  | 69   | 0   | FK Rossiyanka        |
| 2  | HV | Yulia Gordeeva         | 5 tháng 1, 1988 (25 tuổi)   | 5    | 0   | Izmailovo Moskva     |
| 3  | TV | Ekaterina Stepanenko   | 21 tháng 5, 1983 (30 tuổi)  | 8    | 0   | Izmailovo Moskva     |
| 4  | TV | Maria Dyatchkova       | 26 tháng 5, 1982 (31 tuổi)  | 27   | 0   | Zvezda 2005 Perm     |
| 5  | TV | Olga Petrova           | 9 tháng 7, 1986 (27 tuổi)   | 52   | 8   | FK Rossiyanka        |
| 6  | TV | Yulia Bessolova        | 23 tháng 8, 1992 (20 tuổi)  | 0    | 0   | Izmailovo Moskva     |
| 7  | TĐ | Olesya Kurochkina      | 6 tháng 9, 1983 (29 tuổi)   | 50   | 19  | Izmailovo Moskva     |
| 8  | TV | Valentina Savchenkova  | 29 tháng 4, 1983 (30 tuổi)  | 55   | 7   | Ryazan VDV           |
| 9  | TV | Anastasia Pozdeeva     | 12 tháng 6, 1993 (20 tuổi)  | 3    | 0   | Zvezda 2005 Perm     |
| 10 | TV | Elena Terekhova        | 5 tháng 7, 1987 (26 tuổi)   | 45   | 4   | Ryazan VDV           |
| 11 | TĐ | Ekaterina Sochneva     | 12 tháng 8, 1985 (27 tuổi)  | 51   | 18  | Zorky Krasnogorsk    |
| 12 | TM | Yulia Grichenko        | 10 tháng 3, 1990 (23 tuổi)  | 3    | 0   | Kubanochka Krasnodar |
| 13 | TV | Alla Sidorovskaya      | 27 tháng 7, 1983 (29 tuổi)  | 9    | 0   | Izmailovo Moskva     |
| 14 | TV | Tatyana Skotnikova     | 27 tháng 11, 1978 (34 tuổi) | 88   | 9   | FK Rossiyanka        |
| 15 | HV | Anastasia Kostyukova   | 15 tháng 5, 1985 (28 tuổi)  | 20   | 2   | Zorky Krasnogorsk    |
| 16 | HV | Natalia Pertseva       | 4 tháng 6, 1984 (29 tuổi)   | 47   | 1   | FK Rossiyanka        |
| 17 | TĐ | Natalia Shlyapina      | 12 tháng 7, 1983 (29 tuổi)  | 54   | 23  | FK Rossiyanka        |
| 18 | HV | Elena Medved           | 23 tháng 1, 1985 (28 tuổi)  | 24   | 1   | Zorky Krasnogorsk    |
| 19 | HV | Ksenia Tsybutovich (c) | 26 tháng 6, 1987 (26 tuổi)  | 53   | 1   | Ryazan VDV           |
| 20 | TĐ | Nelli Korovkina        | 1 tháng 11, 1989 (23 tuổi)  | 8    | 3   | Izmailovo Moskva     |
| 21 | TM | Margarita Shirokova    | 14 tháng 1, 1992 (21 tuổi)  | 1    | 0   | FK Rossiyanka        |
| 22 | HV | Daria Makarenko        | 7 tháng 3, 1992 (21 tuổi)   | 16   | 0   | Zvezda 2005 Perm     |
| 23 | TV | Elena Morozova         | 15 tháng 3, 1987 (26 tuổi)  | 58   | 12  | Zorky Krasnogorsk    |

### Pháp
Đội hình được công bố ngày 31 tháng 5 năm 2013. Laëtitia Tonazzi rút lui khỏi đội hình ngày 19 tháng 6 năm 2013.
Huấn luyện viên: Bruno Bini

| Số | VT | Cầu thủ                 | Ngày sinh (tuổi)            | Trận | Bàn | Câu lạc bộ          |
| -- | -- | ----------------------- | --------------------------- | ---- | --- | ------------------- |
| 1  | TM | Céline Deville          | 24 tháng 1, 1982 (31 tuổi)  | 58   | 0   | Olympique Lyon      |
| 2  | HV | Wendie Renard           | 20 tháng 7, 1990 (22 tuổi)  | 36   | 6   | Olympique Lyon      |
| 3  | HV | Laure Boulleau          | 22 tháng 10, 1986 (26 tuổi) | 39   | 0   | Paris Saint-Germain |
| 4  | HV | Laura Georges           | 20 tháng 8, 1984 (28 tuổi)  | 136  | 5   | Olympique Lyon      |
| 5  | HV | Ophélie Meilleroux      | 18 tháng 1, 1984 (29 tuổi)  | 67   | 0   | Montpellier HSC     |
| 6  | TV | Sandrine Soubeyrand (c) | 16 tháng 8, 1973 (39 tuổi)  | 194  | 17  | FCF Juvisy          |
| 7  | HV | Corine Franco           | 5 tháng 10, 1983 (29 tuổi)  | 81   | 11  | Olympique Lyon      |
| 8  | TV | Élise Bussaglia         | 24 tháng 9, 1985 (27 tuổi)  | 111  | 20  | Olympique Lyon      |
| 9  | TĐ | Eugénie Le Sommer       | 18 tháng 5, 1989 (24 tuổi)  | 74   | 26  | Olympique Lyon      |
| 10 | TV | Amandine Henry          | 28 tháng 9, 1989 (23 tuổi)  | 13   | 1   | Olympique Lyon      |
| 11 | HV | Julie Soyer             | 30 tháng 6, 1985 (28 tuổi)  | 6    | 0   | FCF Juvisy          |
| 12 | TĐ | Élodie Thomis           | 13 tháng 8, 1986 (26 tuổi)  | 90   | 27  | Olympique Lyon      |
| 13 | TV | Camille Catala          | 6 tháng 5, 1991 (22 tuổi)   | 18   | 2   | FCF Juvisy          |
| 14 | TV | Louisa Nécib            | 23 tháng 1, 1987 (26 tuổi)  | 97   | 20  | Olympique Lyon      |
| 15 | HV | Jessica Houara          | 29 tháng 9, 1987 (25 tuổi)  | 7    | 0   | Paris Saint-Germain |
| 16 | TM | Sarah Bouhaddi          | 17 tháng 10, 1986 (26 tuổi) | 67   | 0   | Olympique Lyon      |
| 17 | TV | Gaëtane Thiney          | 28 tháng 10, 1985 (27 tuổi) | 88   | 35  | FCF Juvisy          |
| 18 | TĐ | Marie-Laure Delie       | 29 tháng 1, 1988 (25 tuổi)  | 59   | 45  | Montpellier HSC     |
| 19 | TĐ | Sandrine Brétigny       | 2 tháng 7, 1984 (29 tuổi)   | 22   | 9   | 1. FFC Frankfurt    |
| 20 | TĐ | Viviane Asseyi          | 20 tháng 11, 1993 (19 tuổi) | 1    | 0   | Montpellier HSC     |
| 21 | TM | Karima Benameur         | 19 tháng 7, 1989 (23 tuổi)  | 2    | 0   | Paris Saint-Germain |
| 22 | HV | Sabrina Delannoy        | 18 tháng 5, 1986 (27 tuổi)  | 5    | 0   | Paris Saint-Germain |
| 23 | TV | Camille Abily           | 5 tháng 12, 1984 (28 tuổi)  | 116  | 23  | Olympique Lyon      |

### Tây Ban Nha
Đội hình được công bố ngày 29 tháng 6 năm 2013.
Huấn luyện viên: Ignacio Quereda

| Số | VT | Cầu thủ              | Ngày sinh (tuổi)            | Trận | Bàn | Câu lạc bộ             |
| -- | -- | -------------------- | --------------------------- | ---- | --- | ---------------------- |
| 1  | TM | Ainhoa Tirapu        | 4 tháng 9, 1984 (28 tuổi)   | 29   | 0   | Athletic Bilbao        |
| 2  | TV | Virginia Torrecilla  | 4 tháng 9, 1991 (21 tuổi)   | 1    | 0   | FC Barcelona           |
| 3  | HV | Leire Landa          | 19 tháng 12, 1986 (26 tuổi) | 8    | 0   | Athletic Bilbao        |
| 4  | HV | Melisa Nicolau       | 20 tháng 6, 1985 (28 tuổi)  | 31   | 0   | FC Barcelona           |
| 5  | HV | Ruth García          | 26 tháng 4, 1987 (26 tuổi)  | 28   | 2   | Levante UD             |
| 6  | HV | Miriam Diéguez       | 4 tháng 5, 1986 (27 tuổi)   | 25   | 0   | FC Barcelona           |
| 7  | TV | Priscila Borja       | 28 tháng 4, 1985 (28 tuổi)  | 11   | 5   | Atlético Madrid        |
| 8  | TĐ | Sonia Bermúdez       | 18 tháng 11, 1984 (28 tuổi) | 29   | 14  | FC Barcelona           |
| 9  | TĐ | Verónica Boquete (c) | 9 tháng 4, 1987 (26 tuổi)   | 29   | 22  | Tyresö FF              |
| 10 | TĐ | Adriana Martín       | 27 tháng 11, 1986 (26 tuổi) | 32   | 26  | Western New York Flash |
| 11 | TV | Sandra Vilanova      | 1 tháng 1, 1981 (32 tuổi)   | 45   | 2   | RCD Espanyol           |
| 12 | TĐ | Alexia Putellas      | 4 tháng 2, 1994 (19 tuổi)   | 4    | 1   | FC Barcelona           |
| 13 | TM | Dolores Gallardo     | 10 tháng 6, 1993 (20 tuổi)  | 2    | 0   | Atlético Madrid        |
| 14 | TV | Victoria Losada      | 5 tháng 3, 1991 (22 tuổi)   | 7    | 0   | FC Barcelona           |
| 15 | TV | Silvia Meseguer      | 12 tháng 3, 1989 (24 tuổi)  | 26   | 4   | RCD Espanyol           |
| 16 | TV | Nagore Calderón      | 2 tháng 6, 1993 (20 tuổi)   | 4    | 0   | Atlético Madrid        |
| 17 | TV | Elixabet Ibarra      | 29 tháng 6, 1981 (32 tuổi)  | 29   | 2   | Athletic Bilbao        |
| 18 | HV | Marta Torrejón       | 27 tháng 2, 1990 (23 tuổi)  | 28   | 4   | RCD Espanyol           |
| 19 | TĐ | Erika Vázquez        | 6 tháng 2, 1983 (30 tuổi)   | 38   | 7   | Athletic Bilbao        |
| 20 | HV | Irene Paredes        | 4 tháng 7, 1991 (22 tuổi)   | 7    | 0   | Athletic Bilbao        |
| 21 | TV | Jennifer Hermoso     | 9 tháng 5, 1990 (23 tuổi)   | 7    | 1   | Tyresö FF              |
| 22 | TV | Amanda Sampedro      | 26 tháng 6, 1993 (20 tuổi)  | 0    | 0   | Atlético Madrid        |
| 23 | TM | María José Pons      | 8 tháng 8, 1984 (28 tuổi)   | 4    | 0   | RCD Espanyol           |